# Daisendorf
Daisendorf là một xã thuộc huyện Bodenseekreis, Baden-Württemberg, Tây Nam nước Đức.

## Địa lí
Daisendorf nằm trên một ngọn đồi cách Meersburg khoảng 2 km về phía Bắc, phía dưới là Hồ Constance. Phần lớn giáp với xã Meersburg, một phần nhỏ ở phía bắc giáp với Uhldingen-Mühlhofen.

## Huy hiệu
| Coat of arms | Huy hiệu đại diện cho hai nhà cai trị quan trọng nhất trong lịch sử của Daisendorf: con đại bàng tượng trưng cho Thành bang Đế chế Überlingen; và cây thánh giá tượng trưng cho Giáo phận vương quyền Constance. |